# Pierre Buyoya

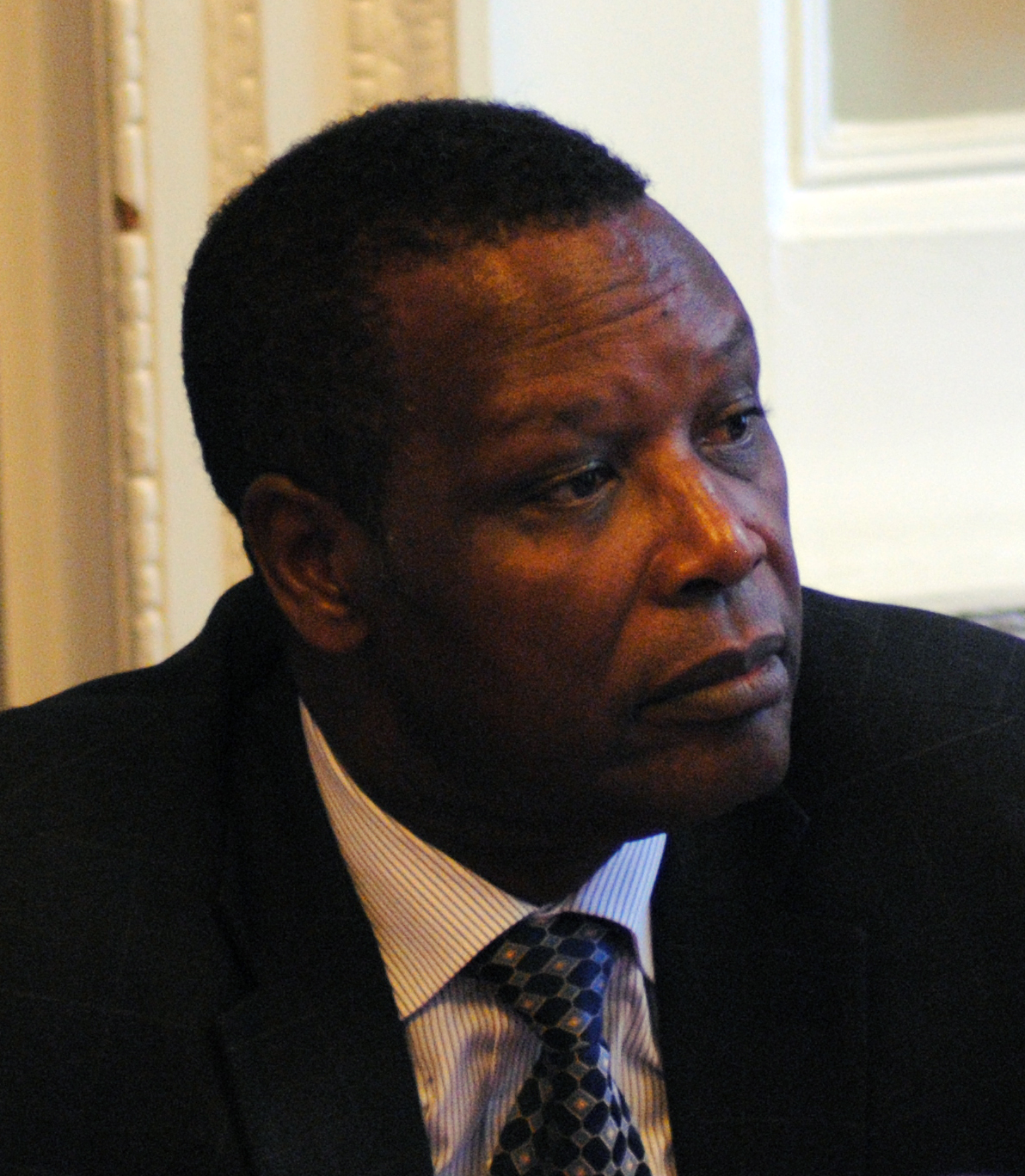
Pierre Buyoya

Pierre Buyoya (Rutovu, 24 november 1949 – Parijs, 17 december 2020) was van 1987 tot 1993 en van 1996 tot 2003 president van Burundi. Hij werd later benoemd tot senator voor het leven.

## Loopbaan
Buyoya was een Tutsi die behoort tot de zuidelijke Hima-clan. Buyoya volgde middelbaar onderwijs in België en aan de militaire academie van Brussel behaalde hij diploma's in sociale en militaire wetenschappen. Hij voltooide zijn militaire opleiding in de Bondsrepubliek Duitsland en Frankrijk.
Na zijn terugkeer in Burundi (1982) diende hij als majoor in het Burundese leger. Op 3 september 1987 pleegde Buyoya een coup en zette president Jean Baptiste Bagaza af. 
Als president (1987-1993) voerde Buyoya een beleid van nationale verzoening tussen de Tutsi's en de Hutu's. Daarnaast herstelde hij de onder Bagaza verslechterde relaties met de Rooms-Katholieke Kerk en introduceerde in 1992 de meerpartijendemocratie. Het monopolie van de UPRONA (Unión pour le Progrès National) werd gebroken.
Bij de presidentsverkiezingen van 1993 kwam de Hutu Melchior Ndadaye (FRODEBU) als grote overwinnaar uit de bus. Buyoya trad af en Ndadaye werd president. Ndadaye werd echter al in oktober van dat jaar vermoord na een mislukte coup en werd opgevolgd door Cyprien Ntaryamira (Hutu, FRODEBU) die in april 1994 bij een vliegtuigongeluk om het leven kwam. In oktober 1994 wees het parlement Sylvestre Ntibantunganya als zijn opvolger aan.
Onder Ntibantunya gleed het land af naar een burgeroorlog tussen de Hutu's en de Tutsi's. Ntibantunya was niet bij machte de rust te herstellen. Het leger pleegde op 25 juli 1996 een staatsgreep en bracht Pierre Buyoya opnieuw aan de macht. 
Tijdens zijn tweede termijn als president probeerde Buyoya de rust te herstellen wat hem niet lukte. De burgeroorlog ging voort.
In 2003 werd de Hutu Domitien Ndayizeye (FRODEBU; vicepresident onder Buyoya) tot president gekozen.

## Overlijden
Buyoya kreeg in december 2020 Covid-19 en werd in het ziekenhuis in Bamako opgenomen. Later werd hij overgevlogen naar Frankrijk, waar hij in de ambulance op weg naar het ziekenhuis overleed.
- Bibliothèque nationale de France: cb13548494g (data)
- CiNii: DA16429688
- Gemeinsame Normdatei: 1020776102
- International Standard Name Identifier: 0000 0000 8135 9912
- Library of Congress Control Number: n88270993
- Nederlandse Thesaurus van Auteursnamen: 392863545
- Réseau des bibliothèques de Suisse occidentale: 02-A020353227
- Système universitaire de documentation: 050811991
- Virtual International Authority File: 56773819
- WorldCat: E39PBJxGX8gKPvP4btbyhVrpfq